# Hudson Fernando Tobias de Carvalho
Hudson Fernando Tobias de Carvalho, noto semplicemente come Hudson (Sorocaba, 18 luglio 1986), è un ex calciatore brasiliano, di ruolo centrocampista.

## Carriera
Ha giocato nella prima divisione ceca.

## Palmarès

### Club

#### Competizioni statali
- Campionato Cearense: 1

Fortaleza: 2015